# Museo Benaki
Il Museo Benaki (in greco: Μουσείο Μπενάκη), fondato nel 1930 da Antonis Benakis in memoria di suo padre Emmanuel Benakis, è ospitato nella villa di famiglia Benakis nel centro di Atene. Il museo ospita opere d'arte greca dal periodo preistorico a quello moderno nonché una vasta collezione di arte asiatica, ospita anche mostre periodiche e mantiene un laboratorio di restauro e conservazione all'avanguardia. Sebbene il museo ospitasse inizialmente una collezione che includeva l'arte islamica, porcellane cinesi e mostre sui giocattoli, la sua riapertura del 2000 ha portato alla creazione di musei satelliti focalizzati su collezioni specifiche, consentendo al museo principale di concentrarsi sulla cultura greca nel corso degli anni e la storia del Paese.

## Campus di Atene

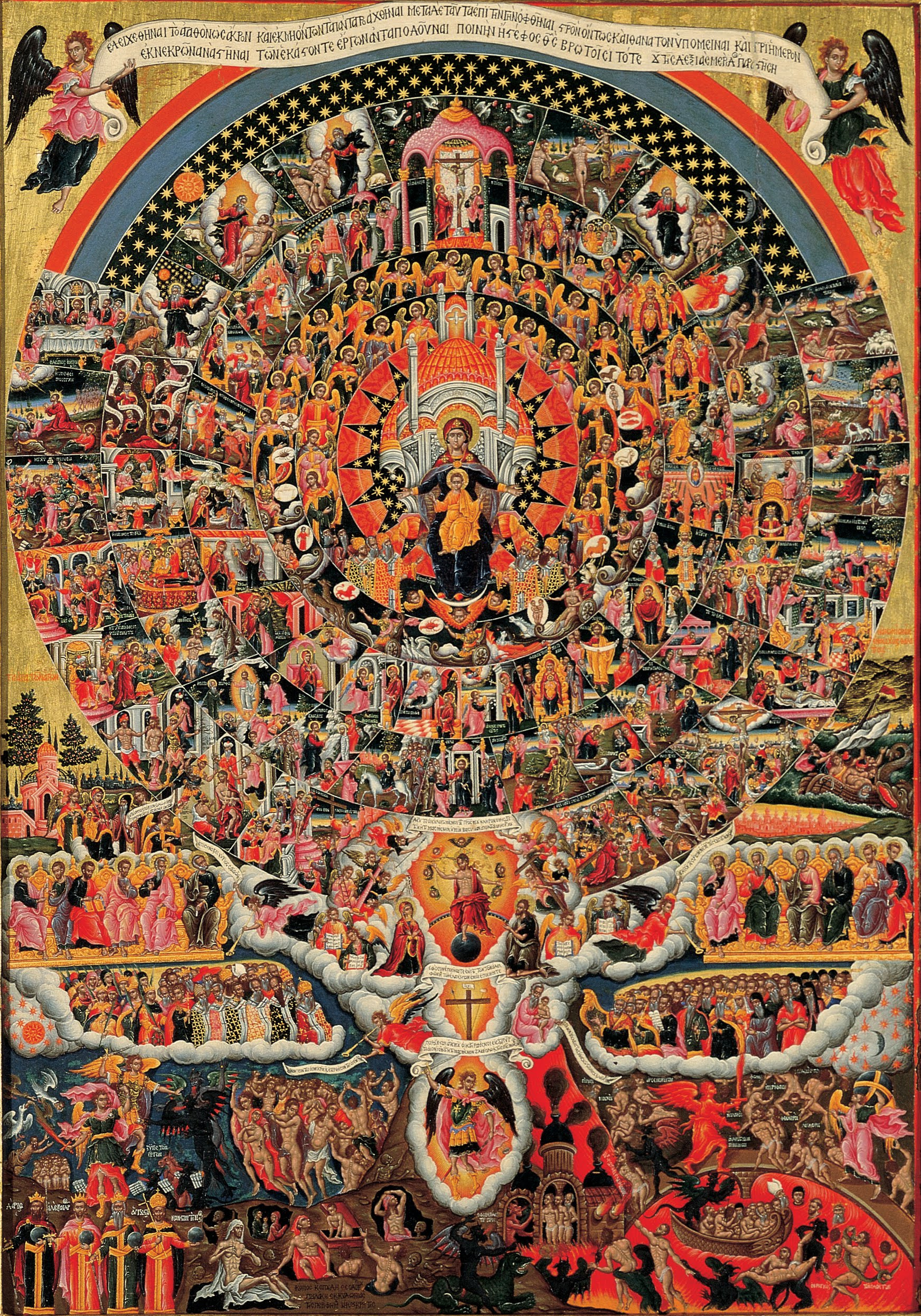
Theodoros Poulakis: icona che illustra l'Inno alla Vergine, XVII secolo.

La sede principale del museo si trova nella casa dei Benakis di fronte al Giardino Nazionale sul viale regina Sofia e deve la sua esistenza alla generosità di Antonis Benakis, la cui famiglia viveva ad Alessandria, in Egitto.
Nel 1931, i Benakis donarono la casa della famiglia alla città di Atene e la loro collezione di oltre 37.000 oggetti islamici e bizantini. Più di 9000 manufatti furono aggiunti negli anni '70, che stimolarono le donazioni da altre fonti. Benakis rimase attivo nel museo fino alla sua morte nel 1954.
Sotto la direzione di Angelos Delivorrias, il museo ha aggiunto più di 60.000 oggetti, libri e documenti, alcuni dei quali sono stati acquistati e altri donati. Delivorrias sceglie di concentrarsi sulla visualizzazione di oggetti donati al fine di incoraggiare la partecipazione pubblica e rafforzare i legami della comunità con il museo. Il museo si concentra anche sul fatto che la storia greca non inizia e finisce con eventi specifici, ma esiste piuttosto lungo un continuum che arriva fino a oggi.
Parti delle collezioni del museo hanno viaggiato in tutto il mondo, incluso il Canada nel 2008, gli Stati Uniti nel 1959 in collaborazione con la Smithsonian Institution e nel 2005, una coppa d'oro massiccio greca lasciò la Grecia per la prima volta e viaggiò al Powerhouse Museum di Sydney e al Melbourne Immigration Museum a Melbourne, in Australia.

### Riapertura nel 2000
Nel 2000, il Museo Benaki ha riaperto dopo un restauro da 20 milioni di dollari, compresi i lavori all'edificio, che era stato danneggiato in un terremoto. Il rinnovamento gli ha permesso di diventare l'unico museo in Grecia che porta i visitatori attraverso tutte le epoche della cultura e della storia greca. È anche unico in quanto non si concentra sul nazionalismo, ma piuttosto riconosce e celebra le influenze straniere sulla cultura greca.
Sebbene il direttore del museo, Angelos Delivorrias, abbia avuto l'idea di rifocalizzare il museo e le sue mostre nel 1973, sono trascorsi più di 25 anni prima di poter rendere viva questa nuova realtà. Questo progetto comportava lo spostamento delle collezioni del museo di arte islamica e porcellana cinese assieme alla pittura in altri luoghi, in modo che il principale museo di Atene si concentrasse esclusivamente sulla Grecia.

## Musei satellite
Nel corso degli anni il museo è stato ulteriormente arricchito da vari donatori e ora comprende la villa sul mare Kouloura a Palaio Phaliro, che ospita il Museo del Giocattolo, il Museo di Arte Islamica di Benaki nel distretto di Ceramico, la Galleria Nikos Hadjikyriakos-Ghikas nel centro della città, il Benaki Museum Annex di via Pireos (138 Pireos street) e la casa di Penelope Delta a Kifisià, che ospita la Collezione di archivi storici. Il museo possiede inoltre un ricco archivio fotografico.

### Il Museo di arte islamica Benaki
Come parte del mutamento del museo sulla cultura greca, la sua collezione islamica è stata trasferita in una nuova sede nel 2004 in tempo per le Olimpiadi di Atene. Il nuovo museo ha anche nuove gallerie per mostre temporanee itineranti.
Le collezioni d'arte islamica del Museo Benaki sono ospitate in un complesso di edifici neoclassici situato nel centro storico di Atene, nel distretto di Ceramico. I principali siti archeologici situati nella stessa area includono i terreni dell'antica agorà (attualmente in fase di sviluppo), il tempio dorico di Efesto (la "Theseio") e il museo dell'antica necropoli di Ceramico. Questo complesso di edifici all'angolo tra le vie Agion Asomaton e Dipylou è stato donato al museo dal compianto Lambros Eftaxias, che negli ultimi anni è stato presidente onorario del Consiglio di fondazione del museo.
Inaugurato il 27 luglio 2004, il museo occupa più di 1.000 metri quadri di spazi espositivi rinnovati: ceramiche, vasellame, oggetti in metallo, oro, sculture in legno, vetreria e tessuti, sculture in osso, stele funerarie inscritte, armi e armature. La collezione del museo si classifica tra le più importanti a livello mondiale e comprende capolavori provenienti da India, Persia, Mesopotamia, Medio Oriente, Arabia, Egitto, Nord Africa, Sicilia, Spagna e Asia Minore. Copre l'arte islamica dal VII al XIX secolo, ha una ricca collezione di arte ottomana del XVI secolo.

## Galleria d'immagini

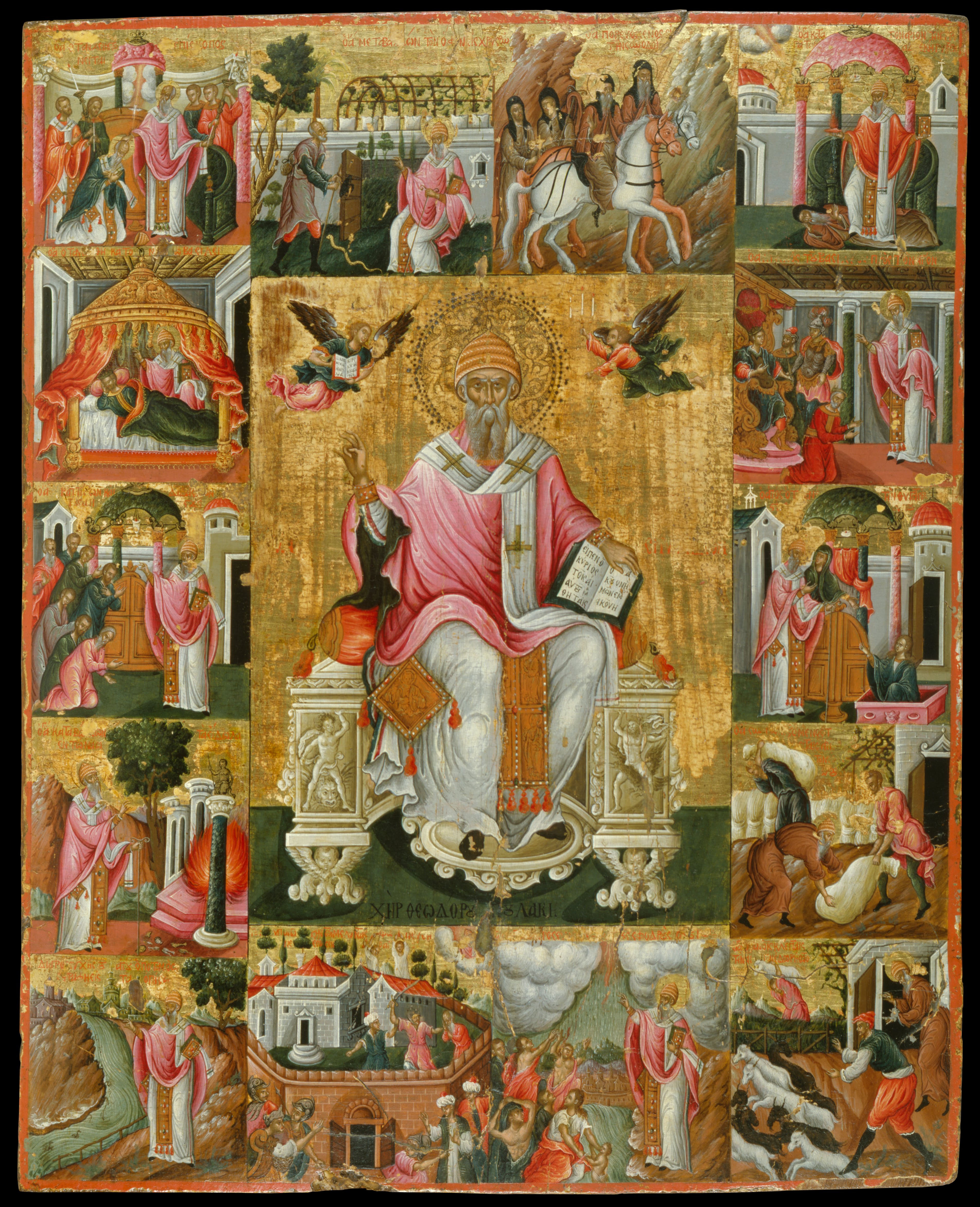
San Spyridon e scene della sua vita di Theodoros Poulakis.
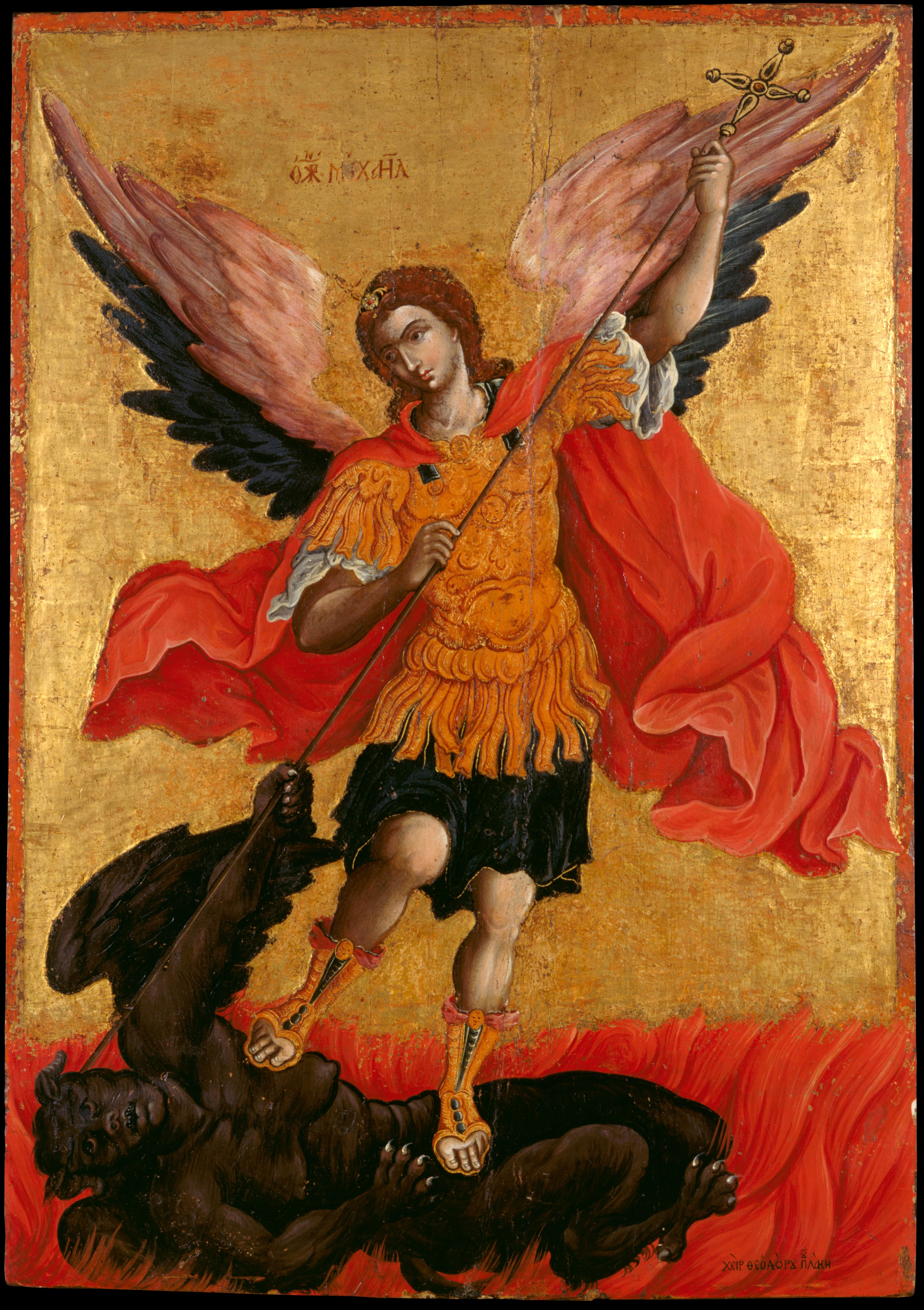
Arcangelo Michele di Theodoros Poulakis.
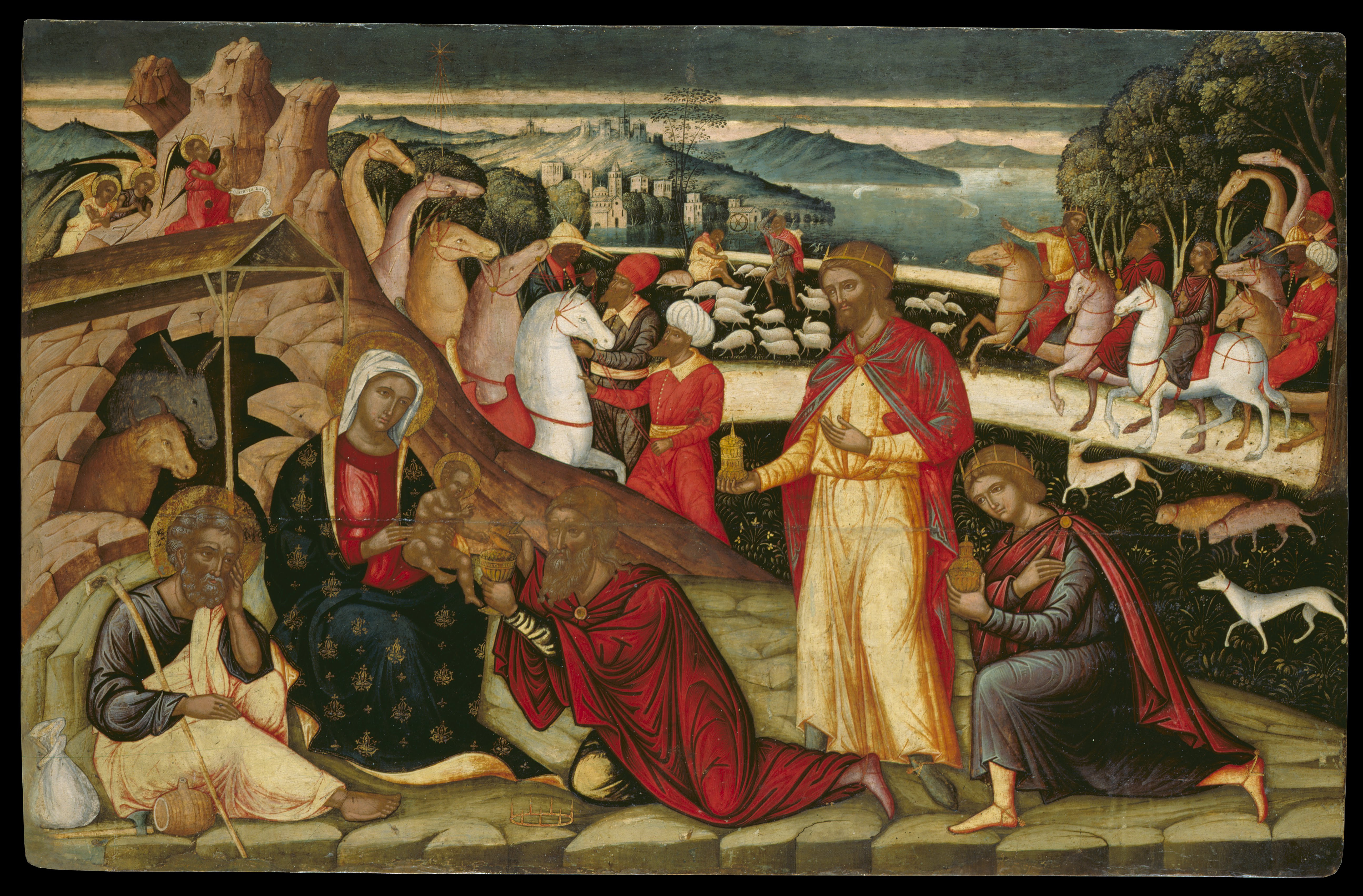
Adorazione dei Magi di Ioannis Permeniatis.
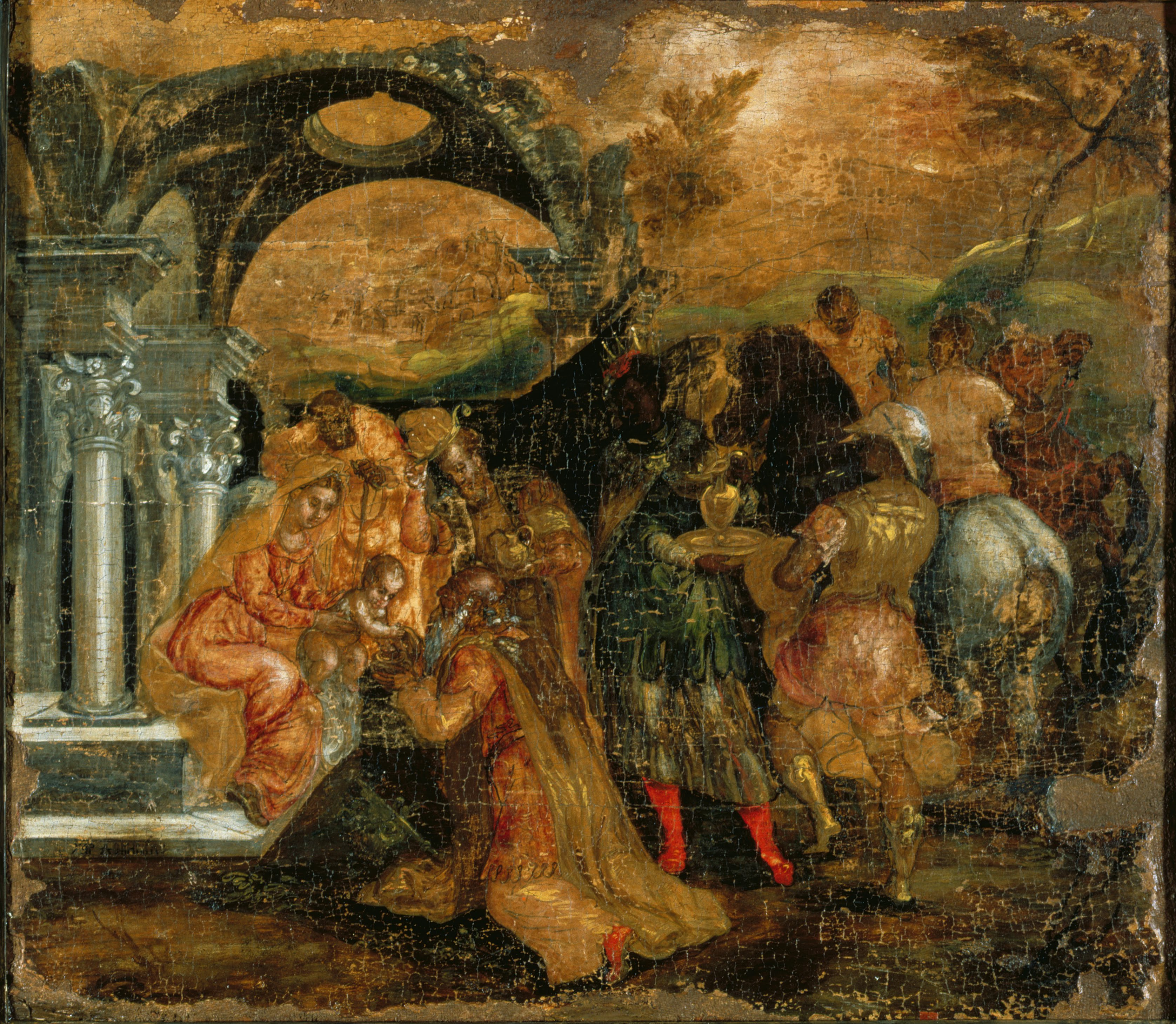
Adorazione dei Magi di El Greco.
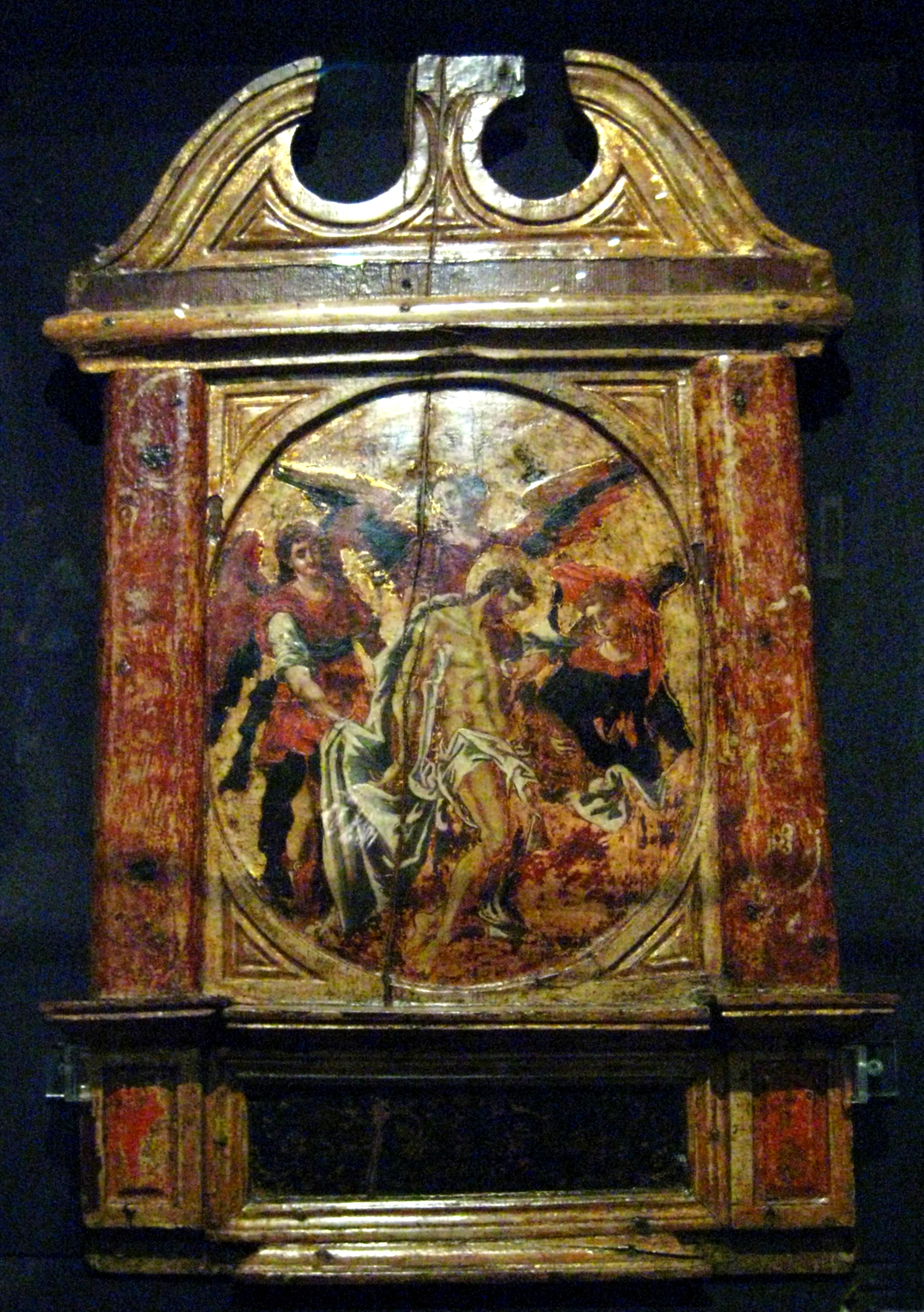
Pietà di El Greco, 1566.
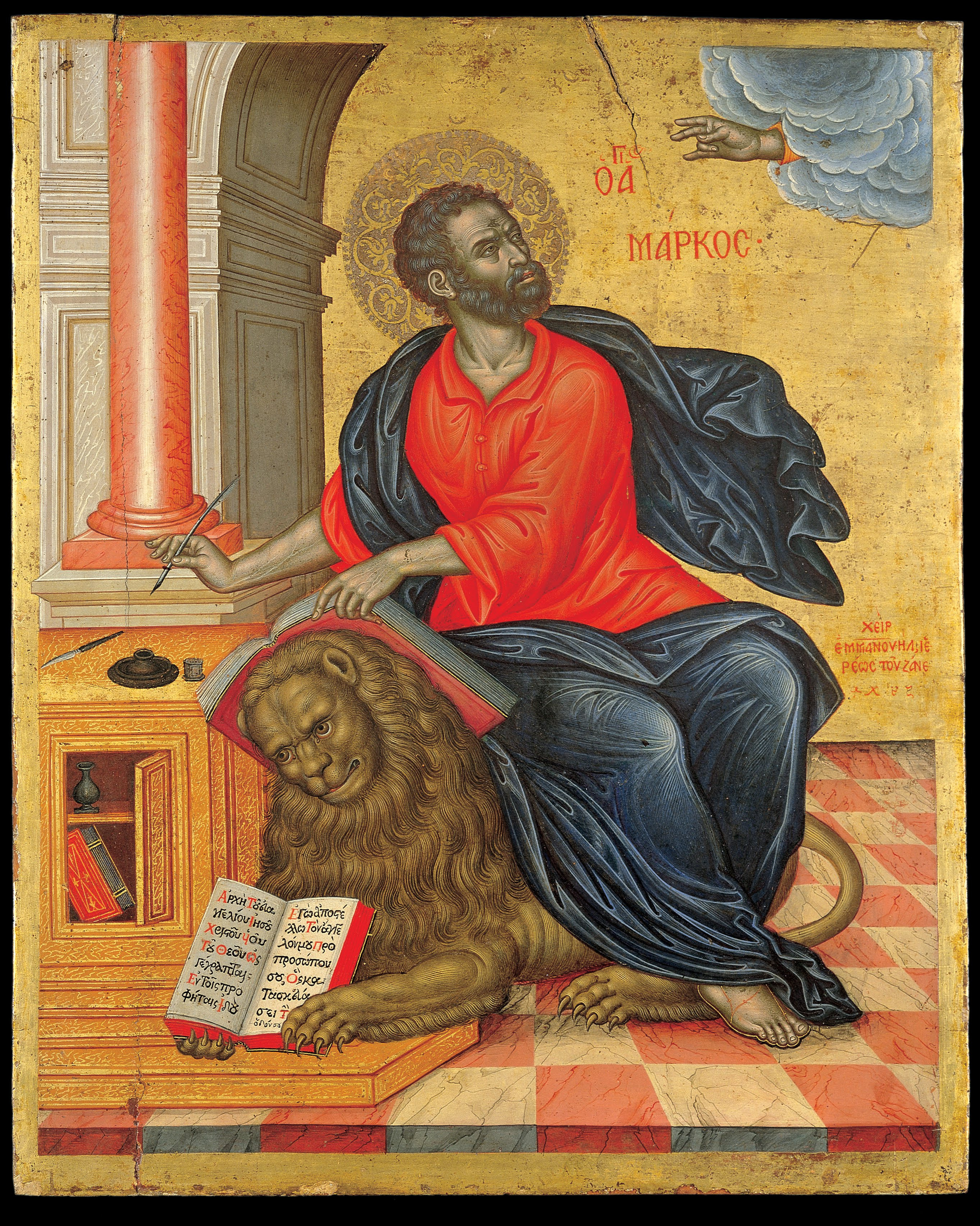
San Marco Evangelista di Emmanuel Tzanes, 1657.
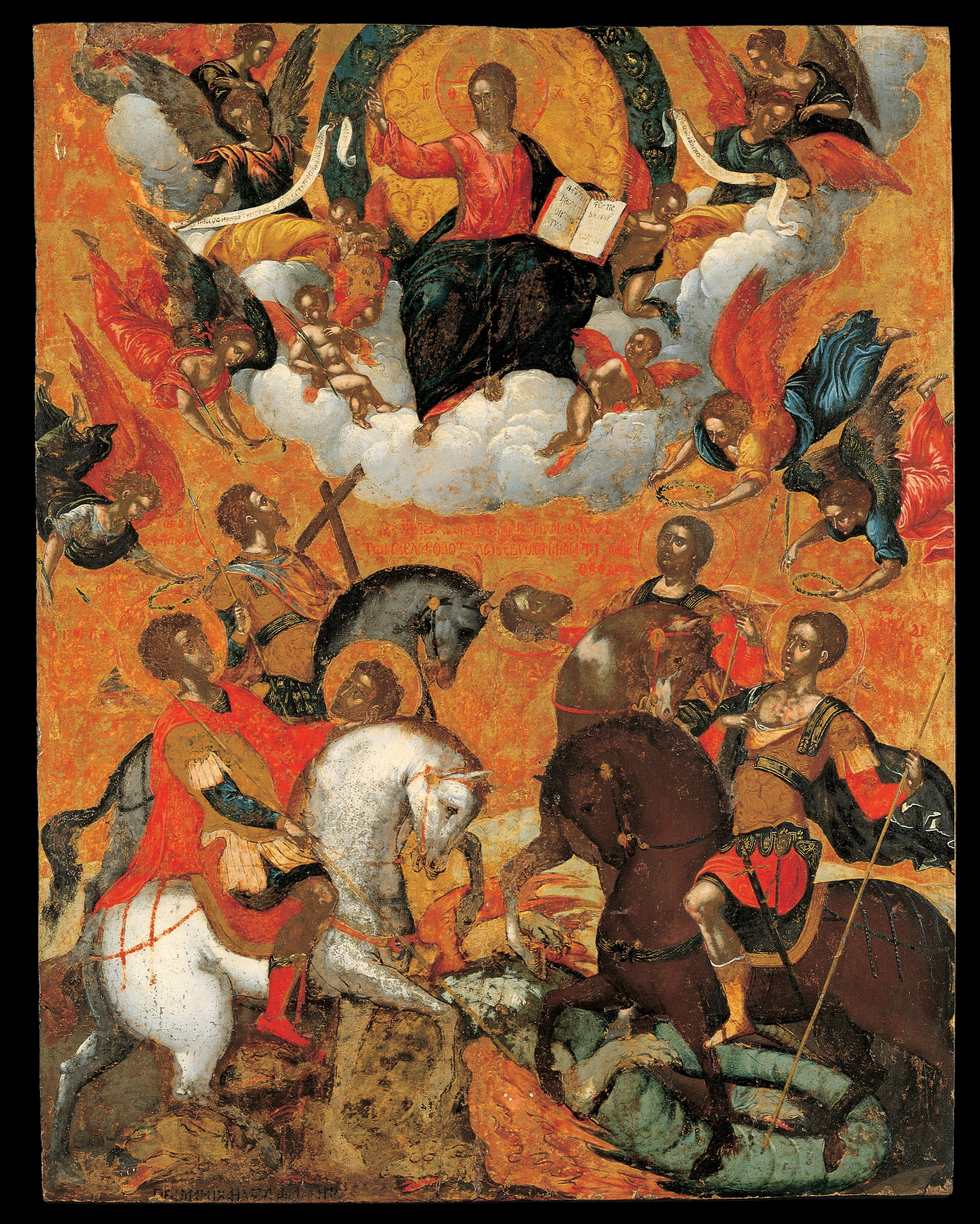
Quattro Santi Militari di Michael Damaskenos.
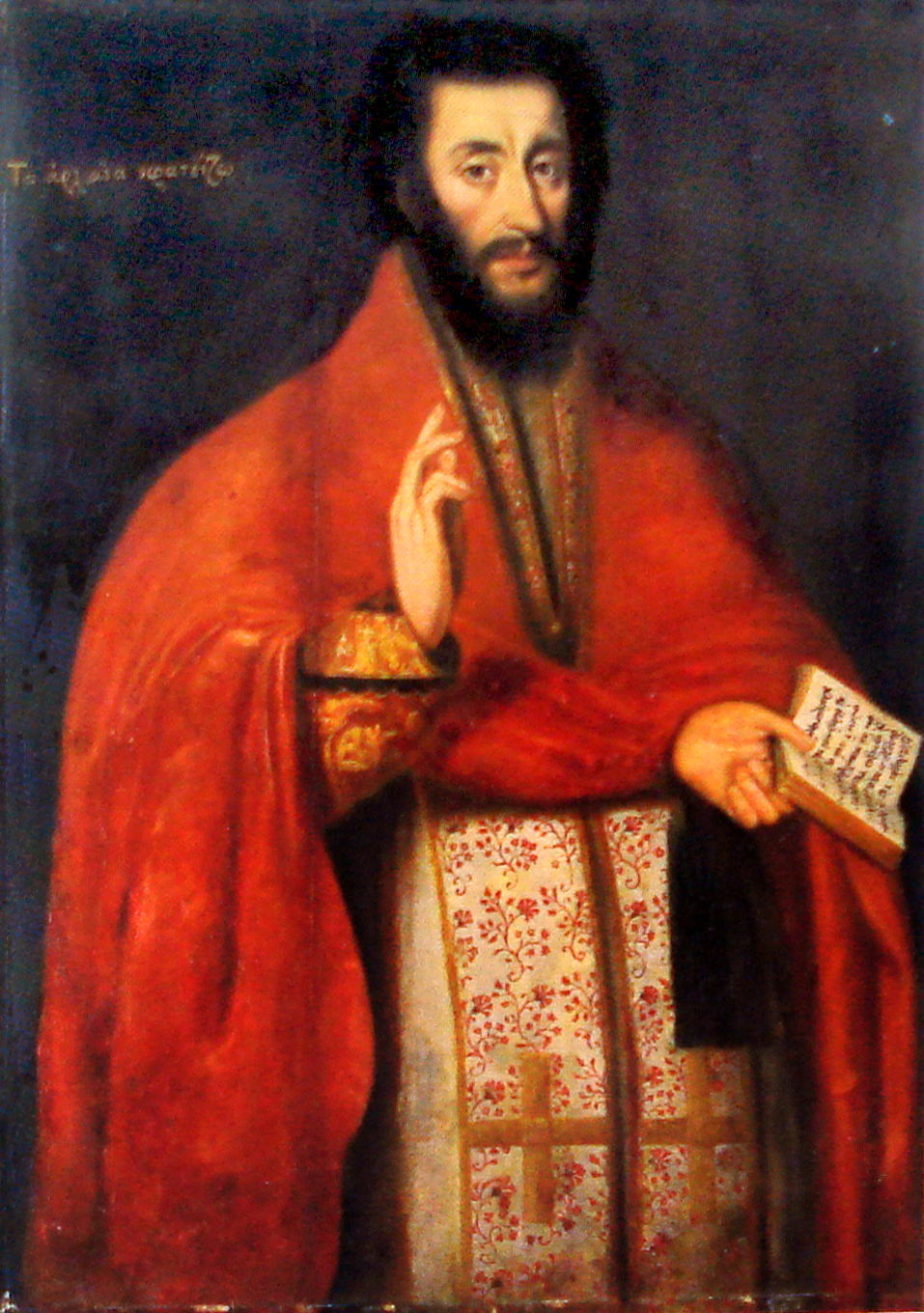
Prete Greco di Nikolaos Kantounis.
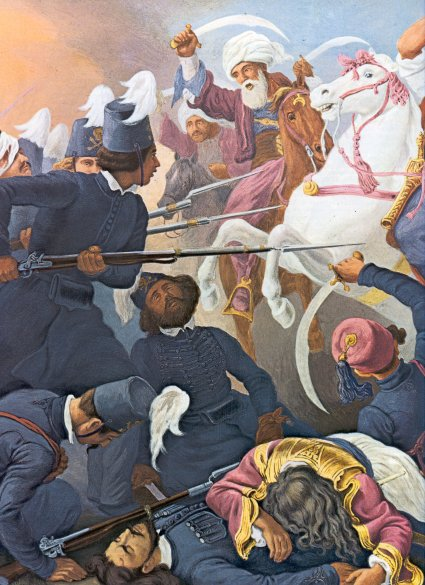
La sacra banda di Draghasani di Peter von Hess.
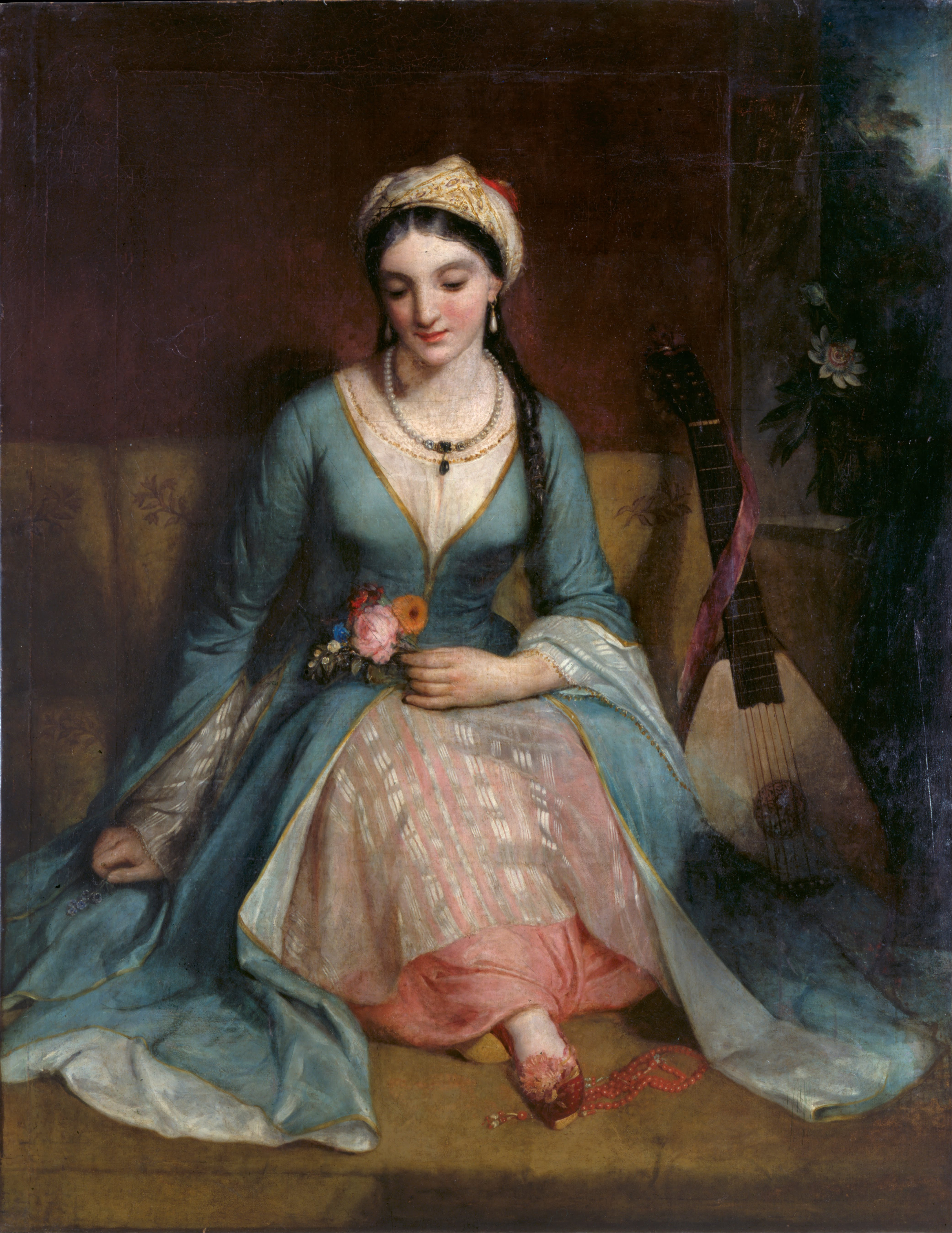
Henry Pickersgill: Ragazza greca, 1829.
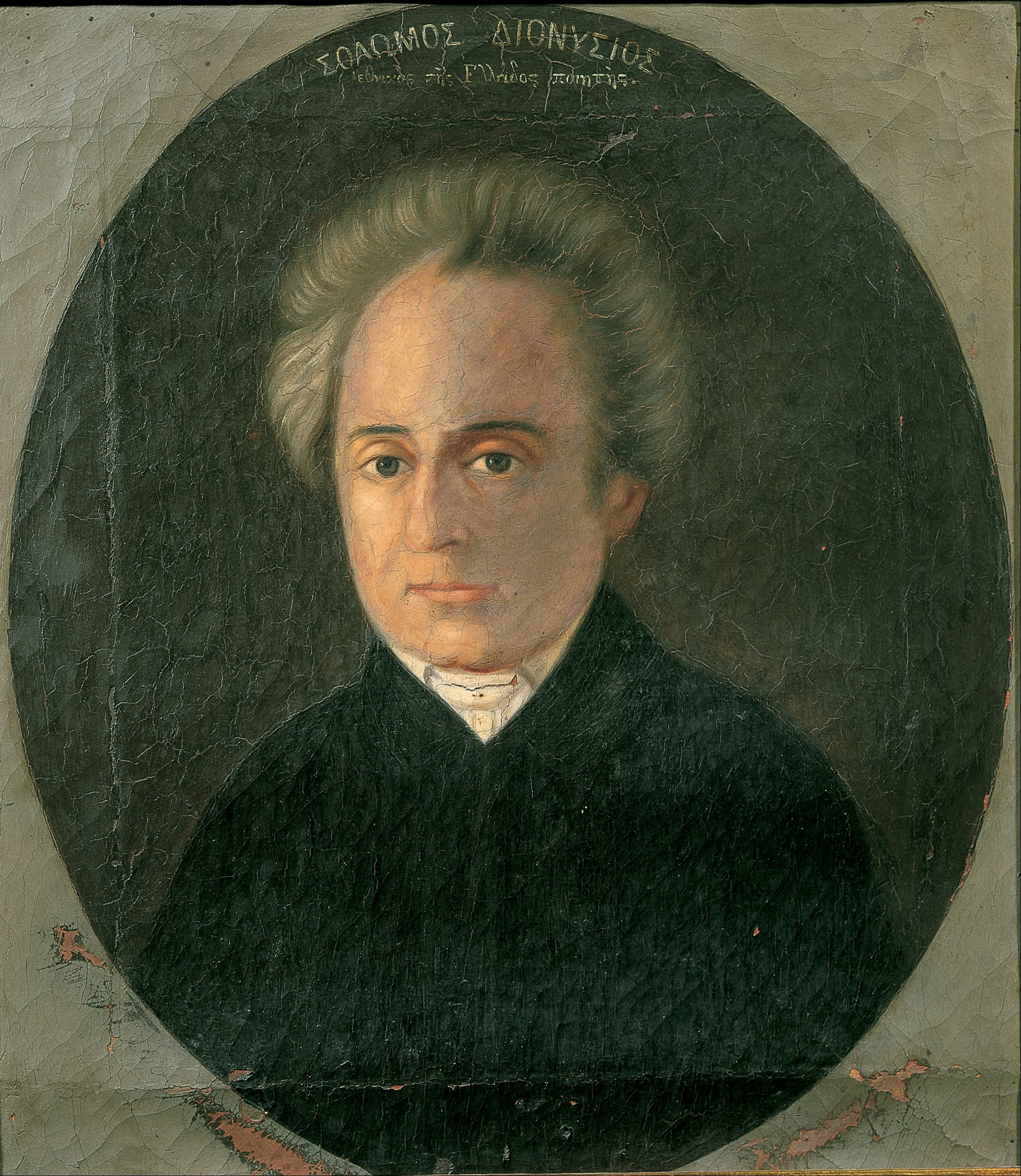
Dionysios Solomos, artista sconosciuto.
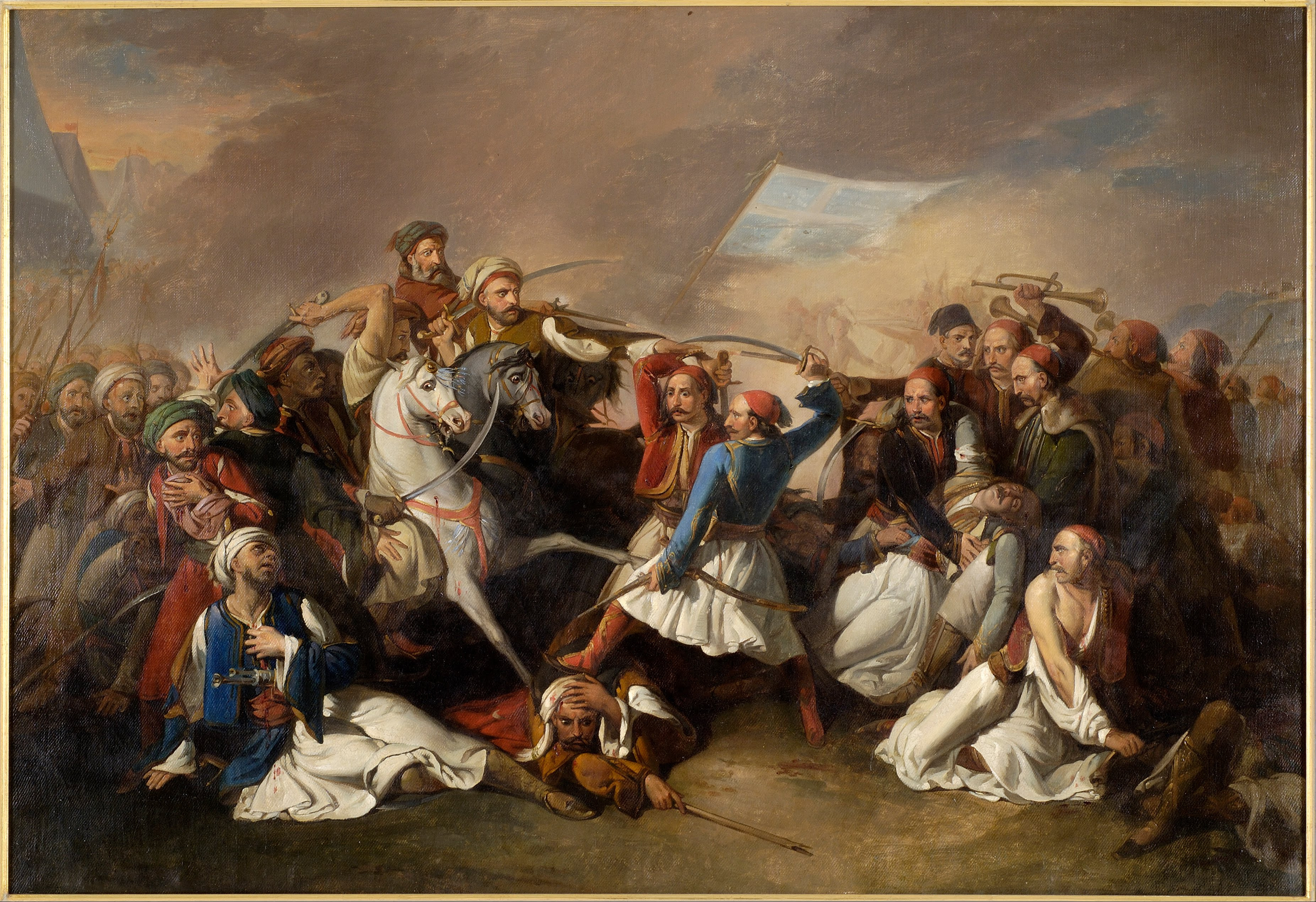
Morte di Markos Botsaris di Marsigli Filippo.
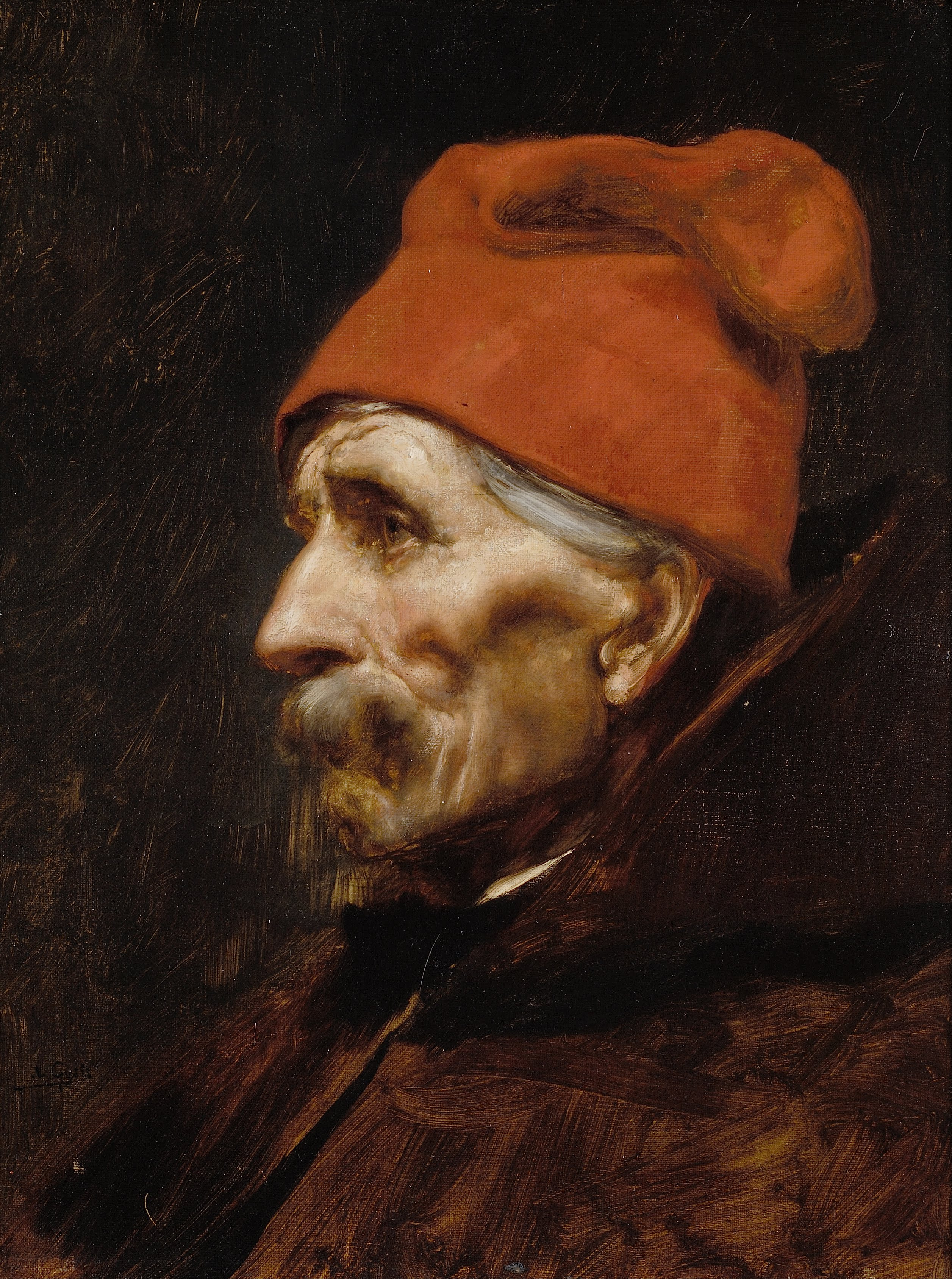
Uomo anziano che indossa un fez rosso di Nikolaos Gyzis.
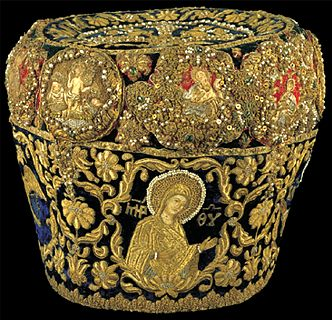
Mitra del 1715.
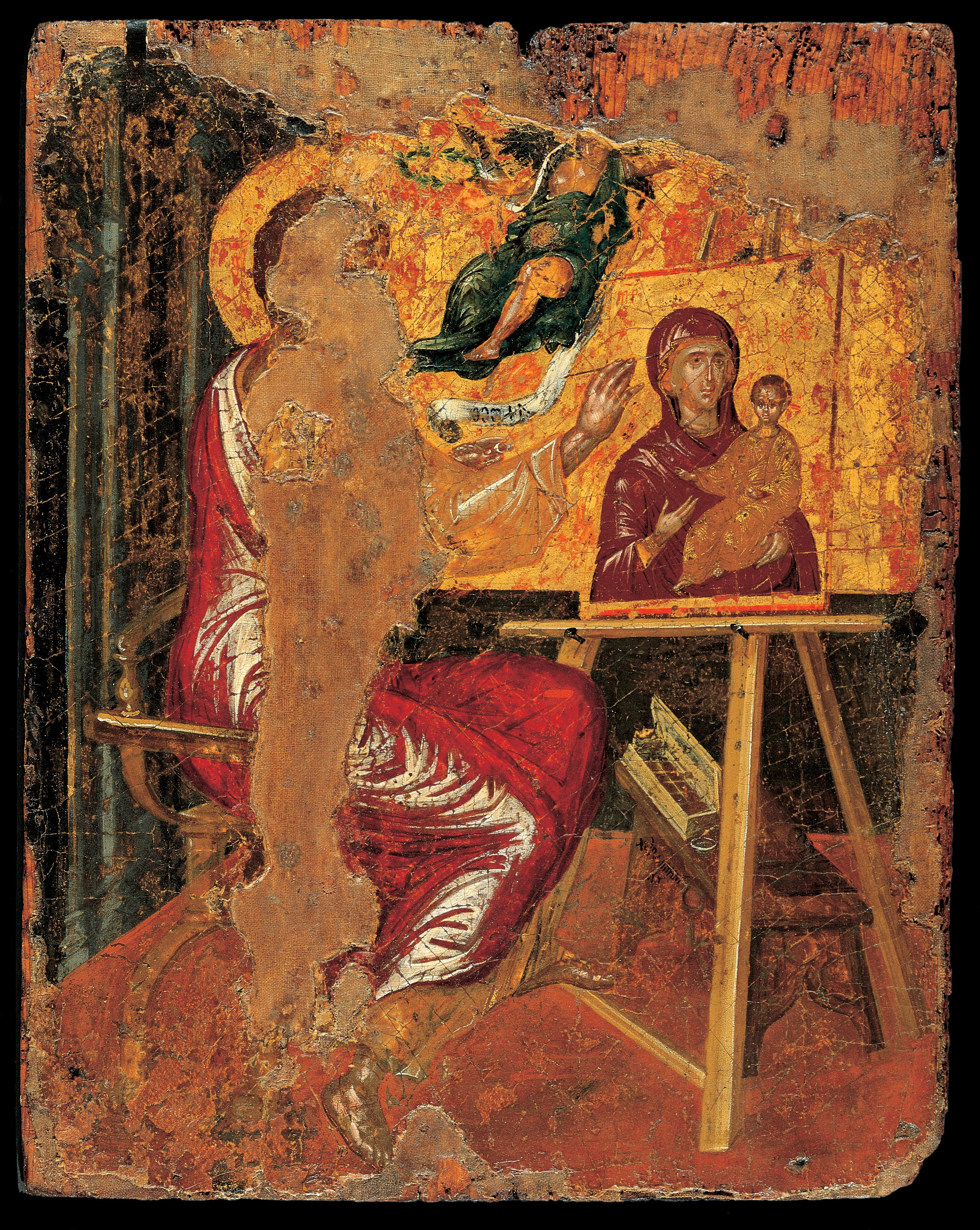
San Luca dipinge la Madonna col Bambino di El Greco, 1567 circa.